# Вестон (Коннектикут)
Вестон (англ. Weston) — місто (англ. town) в США, в окрузі Ферфілд штату Коннектикут. Населення — 10 354 особи (2020).

## Демографія
Згідно з переписом 2010 року, у місті мешкало 10 179 осіб у 3379 домогосподарствах у складі 2854 родин. Було 3674 помешкання
Расовий склад населення:
| - 93,0 % — білих - 2,9 % — азіатів - 1,3 % — чорних або афроамериканців - 0,1 % — корінних американців |

До двох чи більше рас належало 1,9 %. Частка іспаномовних становила 3,3 % від усіх жителів.
За віковим діапазоном населення розподілялося таким чином: 32,5 % — особи молодші 18 років, 56,5 % — особи у віці 18—64 років, 11,0 % — особи у віці 65 років та старші. Медіана віку мешканця становила 43,4 року. На 100 осіб жіночої статі у місті припадало 97,9 чоловіків;  на 100 жінок у віці від 18 років та старших — 94,4 чоловіків також старших 18 років.
Медіана доходів становила 168 472 долари для чоловіків та 103 345 доларів для жінок. За межею бідності перебувало 2,6 % осіб, у тому числі 1,3 % дітей у віці до 18 років та 4,4 % осіб у віці 65 років та старших.
Цивільне працевлаштоване населення становило 4947 осіб. Основні галузі зайнятості: науковці, спеціалісти, менеджери — 24,9 %, освіта, охорона здоров'я та соціальна допомога — 19,1 %, фінанси, страхування та нерухомість — 18,3 %.